# Ikpinlè
Ikpinlè est un arrondissement du département du Plateau au Bénin

## Géographie
Ikpinlè est une division administrative sous la juridiction de la commune d'Adja-Ouèrè,.

## Démographie
Selon le recensement de la population effectué par l'Institut National de la Statistique Bénin en 2013, Ikpinlè compte 13922 habitants pour une population masculine de 10 534 contre 11 743 femmes pour un ménage de 4 370.